# بيلي راي بارنز
بيلي راي بارنز (بالإنجليزية: Billy Ray Barnes)‏ هو لاعب كرة قدم أمريكية أمريكي، ولد في 14 مايو 1935 في لانديس في الولايات المتحدة.

## وصلات خارجية
- بيلي راي بارنز على موقع مرجع كرة القدم المحترفة.كوم (الإنجليزية)